# Kamelen
Kamelen (norwegisch für Kamel) ist eine bis zu 45 m hohe Insel vor der Mawson-Küste des ostantarktischen Mac-Robertson-Lands. Im nördlichen Teil der Stanton-Gruppe liegt sie 5 km südwestlich der Einstødingane.
Norwegische Kartographen, die sie auch deskriptiv benannten, kartierten sie anhand von Luftaufnahmen der Lars-Christensen-Expedition 1936/37.